# Antispila petryi
Antispila petryi is een vlinder uit de familie Heliozelidae. De wetenschappelijke naam is gepubliceerd in 1899 door Martini.